# Цзяї
Цзяї (кит.: 嘉義 市, Jiāyì Shì), поширена латинська транслітерація — Chia-i Shih) — місто на острові Тайвань, оточене повітом Цзяї, має статус провінційного міста. Називався також Кагі (Kagee). Історична назва міста — Тіросен.

## Клімат
Місто знаходиться у зоні, котра характеризується вологим субтропічним кліматом. Найтепліший місяць — липень із середньою температурою 28.3 °C (83 °F). Найхолодніший місяць — січень, із середньою температурою 16.7 °С (62 °F).
| Клімат Цзяї             | Клімат Цзяї | Клімат Цзяї | Клімат Цзяї | Клімат Цзяї | Клімат Цзяї | Клімат Цзяї | Клімат Цзяї | Клімат Цзяї | Клімат Цзяї | Клімат Цзяї | Клімат Цзяї | Клімат Цзяї | Клімат Цзяї |
| Показник                | Січ.        | Лют.        | Бер.        | Квіт.       | Трав.       | Черв.       | Лип.        | Серп.       | Вер.        | Жовт.       | Лист.       | Груд.       | Рік         |
| Абсолютний максимум, °C | 32          | 32          | 33          | 35          | 36          | 36          | 36          | 35          | 36          | 35          | 33          | 30          | 36          |
| Середній максимум, °C   | 21          | 22          | 25          | 27          | 30          | 31          | 32          | 31          | 31          | 29          | 26          | 23          | 27          |
| Середня температура, °C | 16          | 17          | 20          | 22          | 26          | 27          | 28          | 27          | 27          | 24          | 21          | 18          | 23          |
| Середній мінімум, °C    | 12          | 12          | 15          | 18          | 22          | 23          | 24          | 24          | 23          | 20          | 17          | 13          | 19          |
| Абсолютний мінімум, °C  | 3           | 3           | 8           | 10          | 15          | 17          | 21          | 20          | 19          | 13          | 8           | 3           | 3           |
| Норма опадів, мм        | 20          | 30          | 40          | 80          | 220         | 330         | 380         | 430         | 250         | 30          | 10          | 10          | 1890        |
| Днів з дощем            | 2           | 3           | 2           | 5           | 7           | 12          | 12          | 14          | 8           | 1           | 1           | 1           | 72          |
| Вологість повітря, %    | 83          | 84          | 82          | 83          | 82          | 85          | 83          | 85          | 84          | 82          | 82          | 82          | 83          |
| ----------------------- | ----------- | ----------- | ----------- | ----------- | ----------- | ----------- | ----------- | ----------- | ----------- | ----------- | ----------- | ----------- | ----------- |
| Джерело: Weatherbase    |             |             |             |             |             |             |             |             |             |             |             |             |             |

## Історія
Поселення було населено аборигенами Хоанья, район називався Тіросен.
Після прибуття китайців назва стала вимовлятися Чжулосань (Chu-lô-san) (諸 羅山) мовою Холо, також спрощувалося до Chu-lô. Місто прозвали також «персиковим містом» через велику кількість персикових садів.
Місцевість була одним з основних виробників продовольства для нових поселенців.
В 1621 році сюди прибула велика група поселенців зі Чжанчжоу (Фуцзянь) на чолі з Yen Szu-Chi. В 1661 році Косіньга завдав поразки голландцям і створив провінцію Чентянь (承 天府) і два повіти Тяньсинь (天 興縣) і Ваньнянь (萬年 縣). Цзяї потрапив в повіт Тяньсинь.
В 1684 році адміністративна структура Тайваню була змінена, утворився повіт Чжуло (諸 羅 縣). В 1704 році Чжулосань став центром повіту.
В 1727 році місто перебудували, облаштували ворота по всім сторонам світу і укріплені позиції для вогнепальної зброї. Місто було оточене стіною, а пізніше — бамбуковою огорожею.
В 1786 році Лінь Шуаньвень намагався взяти місто, але містяни витримали оборону. 3 листопада 1787 року імператор за лояльність жителів дарував місту нове ім'я «Цзяї».
В 1895 році Тайвань був переданий Японії згідно Сімоносекському договору.
В 1906 потужний землетрус зруйнував міську стіну, крім західних воріт. Японська влада перебудувала і модернізувала місто. Промисловість і торгівля стали бурхливо розвиватися.
В 1907 була побудована Алішанська лісова залізниця для форсування заготівель деревини.
В 1930 місту надали автономний статус.
В 1945 місто отримало статус провінційного центру в Китайській Республіці.
В 1950 статус міста був знижений до повітового, зменшилися інвестиції в місто.
В 1982 місто повернуло собі статус провінційного центру.

## Адміністрація
| Цзяї ділиться на два райони (區 Цю ): | Район |         | Населення | Площа |
|                                       |       |         | 2009      | км²   |
| ■ Східний район                       | 東區  | 128,282 | 29.1195   |       |
| ■ Західний район                      | 西區  | 145,786 | 30.9061   |       |

## Пам'ятки
- Парк Цзяї
- Sun Shooting Tower (射 日 塔) (парк Цзяї)
- Lantan (蘭 潭 水庫) (Голландське озеро)
- Історичні архіви міста (史蹟 博物館)
- Університет
- Музей
- Нічний ринок на Веньхуалу (文化 路)
- Високошвидкісна залізниця
- Храм У Фена розташований недалеко від міста в парку Чжунба

## Міста-побратими
Цзяї є містом-побратимом таких міст:
- Іст-Орандж, штат Нью-Джерсі, США — з 1972
- Джексон, штат Міссісіпі, США — з 1972
- Джуно, штат Аляска, США — з 1977
- Маррі, штат Юта, США — з 1977
- Провінція Булакан, Філіппіни — з 1980
- Мартінсбург, штат Західна Вірджинія, США — з 1988
- Сірак'юс, штат Нью-Йорк, США — з 1995
- Синьчжу, Китайська Республіка — з 2002